# Historia powstania standardu WCDMA
Historia powstania standardu WCDMA rozpoczyna się w latach 90. XX wieku, gdy dostawcy infrastruktury teleinformatycznej, operatorzy oraz niezależne ośrodki badawcze działające pod egidą instytutów standaryzacyjnych z Europy, Stanów Zjednoczonych, Japonii i Korei Południowej rozpoczęły prace nad interfejsem radiowym, który miał być wykorzystany w sieciach trzeciej generacji. Wyniki prac przedstawiane przez poszczególne instytuty były do siebie zbliżone, postanowiono w pełni zsynchronizować działania i przygotować globalny standard WCDMA, który mógłby stanowić podstawę do budowy (kompatybilnych ze sobą nawzajem) sieci komórkowych. W grudniu 1998 roku powstało konsorcjum standaryzacyjne 3GPP (3rd Generation Partnership Project) (założone przez pracujące wcześniej nad tą technologią instytuty), a opublikowana rok później specyfikacja nazywana Release 99 stała się podstawą do budowy pierwszych sieci opartych na standardzie WCDMA. 
3GPP nadal rozwija specyfikacje interfejsu WCDMA (jako część standardu UMTS). Nowsze wersje specyfikacji opisują między innymi użycie technologii HSDPA i HSUPA, uwzględniona jest także współpraca systemów wykorzystujących interfejs radiowy WCDMA z sieciami komórkowymi budowanymi w standardach GSM i LTE. 

## Europa
W przemyśle telekomunikacyjnym okres od rozpoczęcia prac w laboratoriach do wdrożenia danej technologii w komercyjnie działających systemach trwa zazwyczaj wiele lat, dlatego prace badawczo rozwojowe oraz integrowanie nowych rozwiązań z istniejącymi sieciami są procesem ciągłym. Gdy w 1988 roku Europejski Instytut Norm Telekomunikacyjnych (ETSI) opublikował pierwsze specyfikacje systemu GSM, uruchomił też projekt RACE I (Research of Advanced Communication Technologies in Europe), w którym rozpoczęto prace nad telefonią trzeciej generacji. W latach 1992–95 w projekcie RACE II skupiono się na interfejsie radiowym w systemach 3G, w szczególności na wykorzystaniu technologii CDMA i TDMA jako metod dostępu. Te badania miały wpływ na inne projekty, między innymi na FRAMES (Future Radio wideband Multiply Access System), inicjatywę uruchomioną pod koniec 1995 roku przez firmy  Nokia, Siemens, Ericsson, France Telecom oraz kilka europejskich uniwersytetów. Efektem prac prowadzonych w tym projekcie był między innymi tryb dostępu do sieci radiowej nazywany wideband CDMA. Został on zgłoszony do ETSI jako kandydat do specyfikacji opisujących interfejs radiowy w systemach UMTS. 
W roku 1997 ETSI powołało 5 grup roboczych rozwijających 5 konkurencyjnych koncepcji dostępu do sieci radiowej budowanej w standardzie UMTS. Ostatecznie, w 1998 zdecydowano się na wybór technologii Wideband CDMA (WCDMA) jako metody dostępu do sieci gdzie stosuje się dwa zakresy częstotliwości - jeden do transmisji w stronę terminali, drugi do transmisji w stronę stacji bazowej, oraz TD-CDMA jako metody używanej w jednym zakresie częstotliwości gdzie w krótkim czasie zmienia się nadawca (terminale, lub stacja bazowa). Oba zostały zgłoszone do Międzynarodowego Związku Telekomunikacyjnego (ang. International Telecommunication Union, ITU) jako propozycje do stworzonych przez niego wymagań (IMT-2000) dla systemów trzeciej generacji, zostały zaakceptowane i stały się częścią specyfikacji systemu UMTS. Na początku 1999 roku wszystkie specyfikacje związane z interfejsem radiowym wykorzystywanym w UMTS zostały przekazane do konsorcjum standaryzacyjnego 3GPP, które zostało utworzone w celu skoordynowania prac nad rozwojem systemów 3 generacji prowadzonych przez instytuty standaryzacyjne i dostawców sprzętu na całym świecie. 

## Japonia
Japoński operator NTT DoCoMo w roku 1992 rozpoczął prace nad technologią wykorzystującą CDMA jako metodę dostępu do sieci radiowej. W 1994 roku zaproponował japońskiemu instytutowi standaryzacyjnemu ARIB szerokopasmową (ang. wideband) wersję CDMA (WCDMA) jako propozycję standardu, który powinien obowiązywać na terenie całego kraju. Rozpoczął też batalię o uznanie przez Międzynarodowy Związek Telekomunikacyjny (ITU) tego rozwiązania jako globalny standard dostępu do sieci radiowej. Przeprowadził wiele udanych eksperymentów, które promowały tę technologię, zaprosił do współpracy największych dostawców infrastruktury telekomunikacyjnej oraz operatorów z Azji i Europy. Jednocześnie musiał stawić czoła innym japońskim operatorom, którzy proponowali jako ogólnokrajowy standard systemy CDMA2000, amerykańską wersję systemów trzeciej generacji zgłoszonej do ITU jako propozycję systemów spełniających wymagania IMT-2000
Rozważając alternatywy związane z wyborem technologii używanych w sieciach 3G, instytut standaryzacyjny ARIB analizował trzy różne technologie, w tym WCDMA zaproponowaną przez NTT DoCoMo. Wersje technologii WCDMA proponowane przez ARIB i ETSI (europejski instytut standaryzacyjny) były podobne, dodatkowo oba instytuty współpracowały ze sobą harmonizując prace. W 1997 ARIB wybrał WCDMA jako promowaną metodę dostępu do sieci radiowej, co miało też wpływ na wybór ETSI (1998). Po utworzeniu konsorcjum 3GPP, ARIB wykorzystując wcześniejsze rezultaty badań nad interfejsem radiowym kontynuował prace nad wspólną wersją WCDMA wraz z innymi członkami stowarzyszenia. 

## Korea Południowa
Koreański instytut standaryzacyjny TTA (Telecommunications Technology Association) pracował nad dwiema wersjami interfejsu radiowego, który miał być wykorzystany w telefonii 3G. Jedna z nich zakładała wykorzystanie technologii WCDMA podobnej do tej nad którymi pracowały instytuty ETSI i ARIB, druga była związana z technologią, która miała być wykorzystywana w systemach CDMA2000, rozwiązaniu konkurencyjnym do UMTS.  TTA wniósł wkład w ujednolicanie wersji technologii WCDMA rozwijanych przez instytuty z Europy i Japonii. Został też członkiem 3GPP, które obecnie rozwija specyfikacje systemów UMTS. 

## USA
W Stanach Zjednoczonych instytut standaryzacyjny T1P1 miał już doświadczenie we współpracy ze swoim europejskim odpowiednikiem podczas prac nad specyfikacjami GSM, które miały być wykorzystane na amerykańskim rynku (GSM 1900). T1P1 prowadził prace badawcze nad kilkoma technologiami, które mogły być wykorzystane w systemach 3G. Jednym z nich był tzw. WCDMA N/A (gdzie N/A oznaczało North America). Firmy i instytucje rozwijające ten standard pod kontrolą T1P1 były zaangażowane także w prace prowadzone przez ETSI i ARIB, więc amerykański standard był podobny do jego europejskiego i japońskiego odpowiednika. Gdy T1P1 stał się jednym z członków założycieli konsorcjum 3GPP, kontynuował współpracę nad wspólnym, globalnym standardem WCDMA razem z innymi instytutami standaryzacyjnymi. 

## 3GPP
Prace badawcze związane z interfejsem WCDMA były prowadzone równolegle w kilku instytutach standaryzacyjnych na świecie, taka sytuacja nie była optymalnym rozwiązaniem
- prace nad poszczególnymi wersjami technologii były harmonizowane, organizowano cykliczne spotkania pomiędzy ekspertami poszczególnych instytutów, niemniej osobne procesy standaryzacji utrudniały wprowadzenie globalnego standardu WCDMA
- poszczególne instytuty standaryzacyjne tworzyły specyfikacje, które obowiązywały w różnych częściach świata. Najwięksi dostawcy infrastruktury telekomunikacyjnej, próbujący dotrzeć ze swoją ofertą do operatorów na całym świecie musieli współpracować nad technologią WCDMA równocześnie ze wszystkimi instytutami co było dla nich dużym obciążeniem i niepotrzebną stratą  zasobów (finanse, ludzie, czas).

Aby rozwiązać te problemy, postanowiono powołać instytut standaryzacyjny 3GPP. Miał on na celu rozwijanie globalnego standardu UMTS. Sieci komórkowe budowane w tym standardzie, miały być zbudowane na bazie sieci szkieletowych (ang. Core Network), które ewoluowały z tych zaprojektowanych dla systemów GSM, oraz sieci radiowych (ang. Radio Aceess Network) w których transmisja danych odbywała się dzięki technologii WCDMA lub TD-CDMA. Członkami założycielami 3GPP, stały się opisane powyżej instytuty ETSI, T1P1, TTA i ARIB, oraz inny japoński instytut TTC (Telecommunication Technology Committee).
3GPP cały czas rozwija specyfikacje związane ze standardem UMTS oraz wykorzystywaną przez niego technologią WCDMA. Zbiór wszystkich specyfikacji pokrywającymi funkcjonalność sieci w standardzie UMTS jest publikowany jako tzw. Release. Poniżej przedstawiona jest lista najważniejszych zmian w interfejsie WCDMA opublikowanych w poszczególnych Releasach.  
- proces związany z utworzeniem pierwszego zbioru specyfikacji, które mogły być użyte przez dostawców infrastruktury został ukończony w roku 2000 i opublikowane jako Release 99.
- opublikowany w 2002 roku Release 5 zawiera specyfikacje technologii HSDPA, która wykorzystana na bazie interfejsu WCDMA, umożliwia znaczne polepszenie przepływności danych wysyłanych w kierunku terminala.
- pod koniec 2004 roku opublikowano Release 6, opisujące między innymi technologię HSUPA, która znacznie poprawia transfer danych z terminala w kierunku sieci.
- W 2007 roku (Release 7) w specyfikacjach uwzględniono technologię MIMO, czyli możliwość transferu danych w stronę terminala z dwóch różnych anten co podwaja ilość przesyłanych informacji.
- W 2008 roku (Release 8) w opublikowanych specyfikacjach uwzględniono użycie modulacji 64QAM, która wspólnie z technologią MIMO umożliwia transfer z przepływnością 42 Mb/s.

## Wdrożenia
Gdy w grudniu 1998 instytuty standaryzacyjne pracujące nad interfejsem WCDMA podpisały porozumienie związane z utworzeniem konsorcjum 3GPP, jednym z pierwszych celów jakie sobie stawiano, było opublikowanie pod koniec roku 1999 pełnego zbioru specyfikacji, które mogły być użyte do produkcji infrastruktury dla sieci budowanych w standardzie UMTS. Zbiór tych specyfikacji nazwano Release 99, mimo że jego kompletowanie zakończyło się w marcu 2000. 
Pierwszym operatorem, który wdrożył w swojej sieci technologię WCDMA był japoński NTT DoCoMo. Prowadząc w latach 90. intensywne prace nad nowym interfejsem radiowym, harmonizował je z wynikami badań przeprowadzanych pod auspicjami japońskiego instytutu ARIB oraz europejskiego ETSI. Gdy utworzono konsorcjum 3GPP, nie czekał na oficjalne zakończenie prac nad pierwszym zbiorem specyfikacji (Release 99), który miał się stać podstawą do komercyjnych wdrożeń. Do budowy sieci, użył własnych specyfikacji opierających się na wersjach specyfikacji 3GPP, które nie były jeszcze oficjalnym opisem standardu (tzw. pre-finalized Release 99). W październiku 2001 uruchomiona przez niego sieć FOMA ("Freedom of Mobile Multimedia Access") zaczęła oferować komercyjne usługi na bazie interfejsu WCDMA. Początkowe różnice pomiędzy interfejsem radiowym w sieci FOMA a innymi sieciami opartymi na standardzie UMTS opisanymi specyfikacjami 3GPP uniemożliwiały roaming. NTT DoCoMo zobowiązał się do stopniowego dostosowania swojej sieci do globalnego standardu i w połowie roku 2005 operator ogłosił pełną kompatybilność należącej do niego sieci radiowej ze standardem rowzwijanym przez 3GPP.
W Europie, pierwsze usługi na bazie interfejsu WCDMA zostały uruchomione w październiku 2002 przez Mobilkom Austria. W lipcu 2004 pierwsza komercyjnie dostępna sieć została uruchomiona w USA przez operatora AT&T. W następnych latach nastąpił gwałtowny rozwój telefonii komórkowej budowanej w standardzie UMTS (wykorzystującym WCDMA jako interfejs radiowy). W 2005 roku uruchomiono pierwsze komercyjnie dostępne usługi związane z technologią HSDPA, a w 2007 z technologią HSUPA (szybki transfer w kierunku sieci). W maju 2008 na świecie istniało 220 sieci (w 94 krajach) wykorzystujących WCDMA, 90% z nich miało zaimplementowaną technologię HSDPA. W połowie roku 2009 liczba sieci zwiększyła się do 290 (w 120 krajach), na świecie było 379 mln subskrypcji dla usług przez nie oferowanych.